# 牙哈镇
牙哈镇，是中华人民共和国新疆维吾尔自治区阿克苏地区库车市下辖的一个乡镇级行政单位。

## 行政区划
牙哈镇下辖以下地区：
喀让故一村、喀让故二村、喀让故三村、虽勒村、塔格玛克村、阿克艾日克村、塔干西一村、塔干西二村、玉奇玉吉买村、守努提一村、守努提二村、兰干一村、兰干二村、麻扎巴格村、牙哈一村、牙哈二村、托克乃村、依西提拉村、克日希一村、克日希二村、西提拉村、阿克布亚村、博斯坦托格拉克村、园艺场村和畜牧场村。